# Železniško postajališče Podmelec
Železniško postajališče Podmelec je eno izmed železniških postajališč v Sloveniji, ki oskrbuje bližnja naselja Klavže (kjer se nahaja), Podmelec in Kneža. Na tem postajališču potniška blagajna ne obratuje več.